# NSB Di 1
Тепловоз NSB Di 1 — тепловоз часів Другої світової війни. Єдиний відомий екземпляр випущено 1942 року на заводі Krupp у Німеччині для Норвегії. Довжина локомотива — 13,5 м, розрахункова швидкість при двигуні потужністю 1472 кВт — 100 км/год. Маса тепловоза — 82,7 т.
У 1958 виведений з експлуатації, в 1959 порізаний на металобрухт.